# Dolichosomastis
Dolichosomastis là một chi bướm đêm thuộc họ Erebidae.